# Rally Islas Canarias de 2023
El Rally Islas Canarias de 2023, oficialmente 47.º Rally Islas Canarias, fue la cuadragésimo séptima edición, la segunda ronda de la temporada 2023 del Campeonato de Europa de Rally y la tercera de la temporada 2023 del Súper Campeonato de España de Rally. Se celebró del 4 al 6 de mayo y contó con un itinerario de trece tramos que sumaban un total de 190,06 km cronometrados. Fue también puntuable para el campeonato de las Islas Canarias y la Clio Trophy.

## Itinerario
| Día   | Tramo     | Nombre                                | Distancia | Hora  | Ganador             | Tiempo  | Líder         |
| ----- | --------- | ------------------------------------- | --------- | ----- | ------------------- | ------- | ------------- |
| Día 1 | Shakedown | San Mateo                             | 3.09 km   | 12:15 | José Antonio Suárez | 2:07.1  | -             |
| Día 1 | TC1       | Las Palmas de Gran Canaria - Disa     | 1.88 km   | 21:05 | Hayden Paddon       | 1:39.8  | Hayden Paddon |
| Día 2 | TC2       | Gáldar 1                              | 14.95 km  | 10:28 | Jan Solans          | 8:55.7  | Jan Solans    |
| Día 2 | TC3       | Tejeda 1                              | 10.41 km  | 11:21 | Yoann Bonato        | 6:06.0  | Andrea Nucita |
| Día 2 | TC4       | Santa Lucía 1                         | 19.00 km  | 12:11 | Yoann Bonato        | 11:13.7 | Yoann Bonato  |
| Día 2 | TC5       | Gáldar 2                              | 14.95 km  | 15:20 | Yoann Bonato        | 8:46.4  | Yoann Bonato  |
| Día 2 | TC6       | Tejeda 2                              | 10.41 km  | 16:13 | Yoann Bonato        | 6:07.9  | Yoann Bonato  |
| Día 2 | TC7       | Santa Lucía 2                         | 19.00 km  | 17:03 | Hayden Paddon       | 11:13.9 | Yoann Bonato  |
| Día 3 | TC8       | Arucas 1                              | 8.99 km   | 09:54 | Yoann Bonato        | 4:56.0  | Yoann Bonato  |
| Día 3 | TC9       | Moya-Valleseco 1                      | 27.74 km  | 10:42 | Yoann Bonato        | 17:26.6 | Yoann Bonato  |
| Día 3 | TC10      | San Mateo-Valsequillo 1               | 13.00 km  | 12:05 | Yoann Bonato        | 7:47.5  | Yoann Bonato  |
| Día 3 | TC11      | Arucas 2                              | 8.99 km   | 14:24 | Andrea Mabellini    | 4:55.7  | Yoann Bonato  |
| Día 3 | TC12      | Moya-Valleseco 2                      | 27.74 km  | 15:12 | Jan Solans          | 17:18.8 | Yoann Bonato  |
| Día 3 | TC13      | San Mateo-Valsequillo 2 (Power Stage) | 13.00 km  | 17:05 | Andrea Mabellini    | 7:46.8  | Yoann Bonato  |

## Clasificación final
| Pos.    | Piloto              | Copiloto             | Automóvil              | Tiempo         | Diferencia |
| General | General             | General              | General                | General        | General    |
| ------- | ------------------- | -------------------- | ---------------------- | -------------- | ---------- |
| 1.      | Yoann Bonato        | Benjamin Boulloud    | Citroën C3 Rally2      | 1:55:05.8 0:10 | 0.0        |
| 2.      | Hayden Paddon       | John Kennard         | Hyundai i20 N Rally2   | 1:55:42.7      | +36.9      |
| 3.      | Efrén Llarena       | Sara Fernández       | Škoda Fabia RS Rally2  | 1:55:59.2 0:10 | +53.4      |
| 4.      | Jan Solans          | Rodrigo Sanjuan      | Hyundai i20 N Rally2   | 1:56:04.1      | +58.3      |
| 5.      | Iván Ares           | José Pintor Bouzas   | Hyundai i20 N Rally2   | 1:56:13.4      | +1:07.6    |
| 6.      | Simon Wagner        | Gerald Winter        | Škoda Fabia RS Rally2  | 1:56:18.9      | +1:13.1    |
| 7.      | Mathieu Franceschi  | Jules Escartefigue   | Škoda Fabia Rally2 evo | 1:56:30.3      | +1:24.5    |
| 8.      | Andrea Nucita       | Rudy Pollet          | Hyundai i20 N Rally2   | 1:56:30.7 0:10 | +1:24.9    |
| 9.      | Mārtiņš Sesks       | Renārs Francis       | Škoda Fabia RS Rally2  | 1:56:48.7      | +1:42.9    |
| 10.     | José Antonio Suárez | Alberto Iglesias Pin | Škoda Fabia RS Rally2  | 1:56:45.6 0:10 | +1:39.8    |
| S-CER   |                     |                      |                        |                |            |
| 1.      | Efrén Llarena       | Sara Fernández       | Škoda Fabia RS Rally2  | 1:55:59.2      | 0.0        |
| 2.      | Jan Solans          | Rodrigo Sanjuan      | Hyundai i20 N Rally2   | 1:56:04.1      | +4.9       |
| 3.      | Iván Ares           | José Pintor Bouzas   | Hyundai i20 N Rally2   | 1:56:13.4      | +14.2      |
| 4.      | José Antonio Suárez | Alberto Iglesias Pin | Škoda Fabia RS Rally2  | 1:56:45.6 0:10 | +46.4      |
| 5.      | Miguel Ángel Suárez | Eduardo González     | Citroën C3 Rally2      | 1:57:43.6      | +1:44.4    |
| 6.      | Sergio Fuentes      | Ariday Bonilla       | Citroën C3 Rally2      | 2:00:03.8      | +4:04.6    |
| 7.      | Raúl Quesada        | Pedro J. Domínguez   | Hyundai i20 R5         | 2:00:49.5 1:40 | +4:50.3    |
| 8.      | José Luis Peláez    | Alberto Chamorro     | Hyundai i20 N Rally2   | 2:01:22.0      | +5:22.8    |
| 9.      | Francisco A. López  | Borja Odriozola      | Hyundai i20 N Rally2   | 2:03:26.5 0:10 | +7:27.3    |
| 10.     | Giovanni Fariña     | David Rivero         | Peugeot 208 Rally4     | 2:03:35.3      | +7:36.1    |